# Rudrata
Rudrata est un poète indien du 9e siècle.